# Orden de la familia real
Una orden de la familia real es una condecoración conferida por el jefe de una familia real a sus parientes femeninas. Tal orden se considera más un recuerdo personal que una condecoración estatal, aunque se puede usar en ocasiones oficiales del estado.
La tradición se practica en las familias reales del Reino Unido, Noruega, Suecia, Dinamarca, Tailandia y Tonga.

## Insignias
La insignia de una orden de la familia real consiste en un retrato del soberano engastado en diamantes, que está suspendido de una cinta. En el Reino Unido, el color de la cinta cambia con cada reinado, el único reino que tiene este rasgo. En el reverso del marco del retrato hay un grabado con el monograma del soberano. Un alfiler oculto lo sujeta a la ropa del usuario.

## Reino de Suecia
Kungens miniatyrporträtt (literalmente, el "retrato en miniatura del rey") es una condecoración real otorgada extraoficialmente a miembros femeninos de la familia real sueca. Es similar a las órdenes familiares de otras monarquías europeas, aunque la corte real sueca se refiere a él como "El retrato del rey".

### Historia
La condecoración sueca más antigua conocida es la del rey Oscar II. En ese momento, las decoraciones no tenían que estar unidas a la cinta azul de la Orden de Serafines como es el caso hoy. Como no hay registros anteriores de condecoraciones de la familia real en Suecia, se podría suponer que las condecoraciones no se introdujeron en Suecia hasta el reinado de Oscar II. La reina Sofía inició "Sophiahemmet", un programa de formación de enfermeras de la Cruz Roja. En la graduación de las enfermeras, presentó un retrato en miniatura del rey en una cinta blanca con una cruz roja. En el reverso estaba inscrito DSF en esmalte dorado sobre fondo azul. En la década de 1900, Gustav V y su esposa Victoria hicieron una forma especial de la orden con ambos en el retrato como regalo a su amiga la condesa Anna Brahe (nacida Anna Nordenfalk) cuando los visitó. Actualmente, los destinatarios de la orden la usan como parte de su vestimenta formal, a menudo cuando sus homólogos masculinos usan medallas.

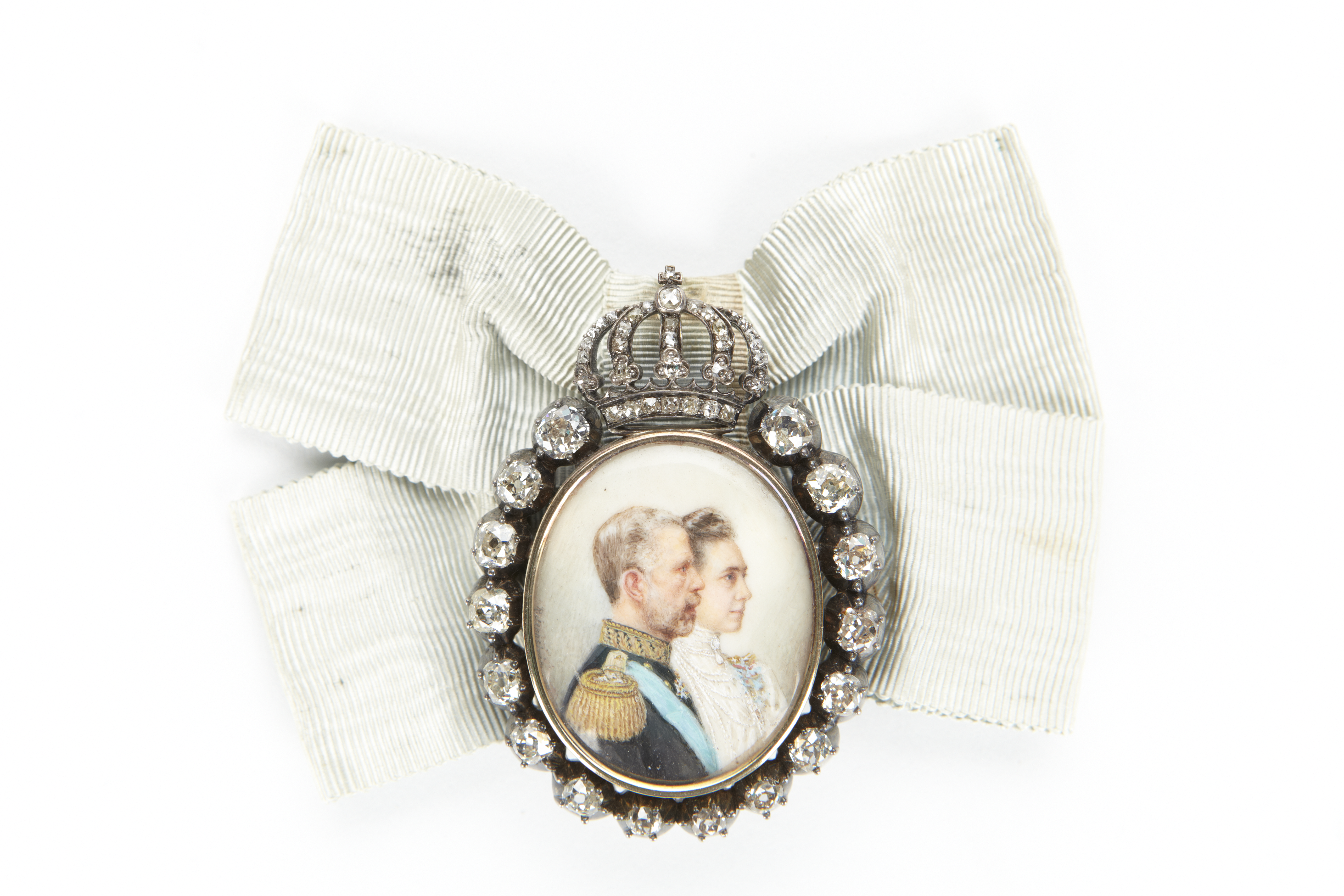
Orden con Gustav y Victoria

### Apariencia
Actualmente la decoración consiste en un retrato ovalado de medio cuerpo del rey Carlos XVI Gustaf. Hay diferentes versiones del retrato del Rey, donde está vestido con el uniforme de almirante o simplemente con ropa formal con la banda o cadena de Serafines. El retrato está enmarcado por diamantes de talla brillante y un lazo brillante en la parte superior del retrato. El retrato está sujeto a un lazo de cinta azul claro de Serafines y se sujeta al atuendo de la persona con un alfiler que no se ve. Existen diferentes diseños del marco: algunos están más decorados que otros.

### Destinatarios

#### DelRey Óscar II

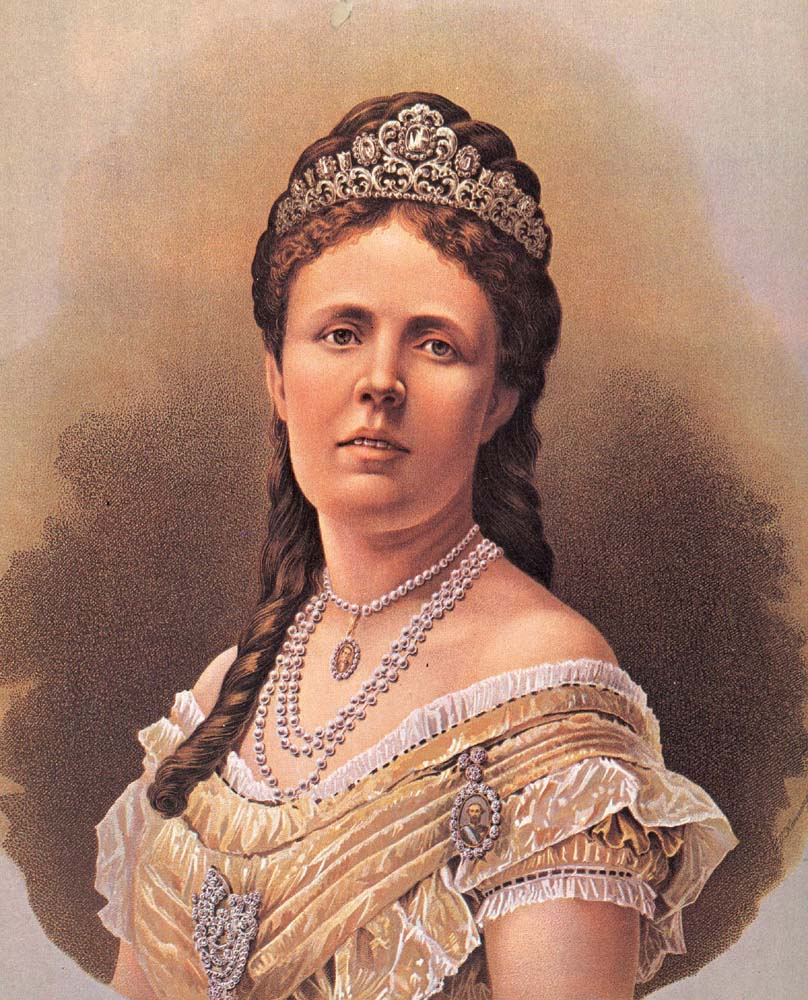
Sofía de Nassau vistiendo la orden de Oscar II

#### Del reyGustavo V
- Reina Victoria, reina consorte - (esposa)
- Reina Sofía, Reina Madre[6] - (madre)
- Reina Ingrid, reina consorte de Dinamarca - (nieta)
- Princesa heredera Margaret - (nuera)
- Gran Duquesa María Pavlovna - (nuera)
- Reina Luisa - (nuera)
- Princesa Sibylla, duquesa de Vasterbotten[7] - (nieta política)

#### Del reyGustavo VI Adolfo
- Reina Luisa, reina consorte (esposa)
- Reina Ingrid, Reina Madre de Dinamarca - (hija)
- Princesa Margarita, Sra. Caballo amblador - (nieta)
- Princesa Brígida - (nieta)
- Princesa Désirée, Baronesa Silfverschiöld - (nieta)
- Princesa Cristina, Sra. Magnuson - (nieta)
- Princesa Sibylla, duquesa de Vasterbotten - (nuera)

#### Del reyCarlos XVI Gustavo
- Princesa Margarita, Sra. Caballo amblador (primera hermana mayor)
- Princesa Birgitta (segunda hermana mayor)
- Princesa Désirée, baronesa Silfverschiöld (tercera hermana mayor)
- Princesa Cristina, Sra. Magnuson (cuarta hermana mayor)
- Reina Ingrid, reina viuda de Dinamarca (tía)
- Reina Silvia, reina consorte (esposa)[8]
- Princesa heredera Victoria[8] (primera hija)
- Princesa Madeleine, duquesa de Halsingland y Gastrikland[8] (segunda hija)
- Princesa Lilian, duquesa de Halland (tía por matrimonio)
- Princesa Sofía, duquesa de Värmland (nuera)
- Condesa Alice Trolle-Wachtmeister[9] (miembro de la Corte Real)

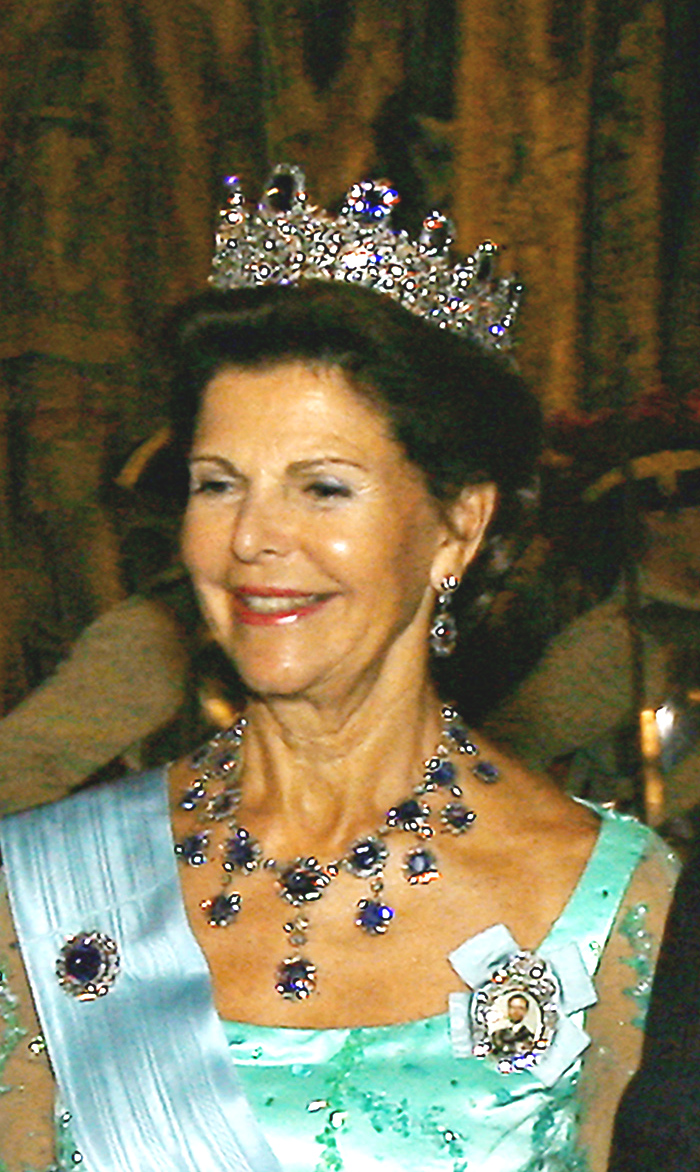
La reina Silvia luciendo su orden.
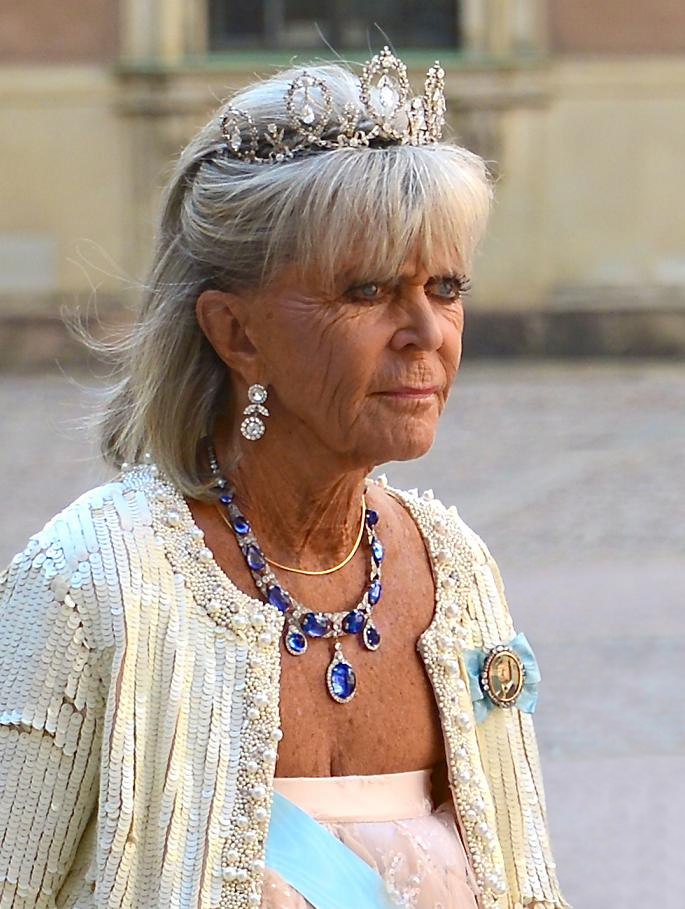
La princesa Brígida con su orden.
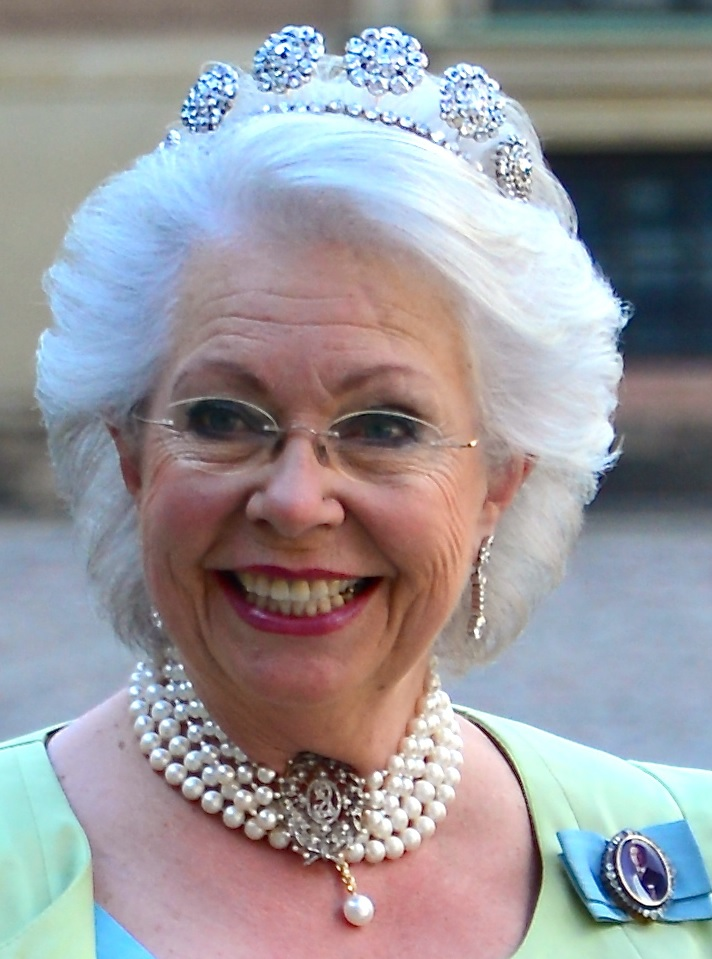
La princesa Cristina, Sra. Magnuson, vistiendo su orden.

## Reino de Dinamarca

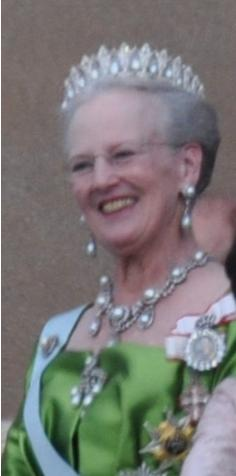
La reina Margarita II con la insignia de la orden

Después del destierro de la reina adúltera Caroline Mathilde el 17 de enero de 1772, la Corte Real Danesa necesitaba una nueva decoración para reemplazar la Orden de Matilde. El rey Cristián VII de Dinamarca fundó esta orden el 21 de octubre de 1774 como una nueva decoración destinada únicamente a la familia real danesa. Fue otorgado a caballeros y damas. Los hombres portaban la insignia desprendida de una cinta en el lado izquierdo del pecho. Las damas portaban la misma insignia en un lazo de la misma cinta en su hombro izquierdo.
Después de la muerte de la reina viuda Juliana María en 1796, la orden cayó en desuso. En 1912 con la subida al trono del rey Cristián X se restableció este orden manteniéndose hasta la actualidad.
- Orden de Cristián VII (1774-1796)
- Orden de Cristián X (1912-1947)
- Orden de Federico IX (1947-1972)
- Orden de Margarita II (1972-2024)
- Orden de Federico X (2024-presente)

## Reino de Noruega
- Orden de la Familia Real de Haakon VII (1906-1957)
- Orden de la Familia Real de Olaf V (1957-1991)
- Orden de la Familia Real de Harald V (1991-actual)

## Reino Unido

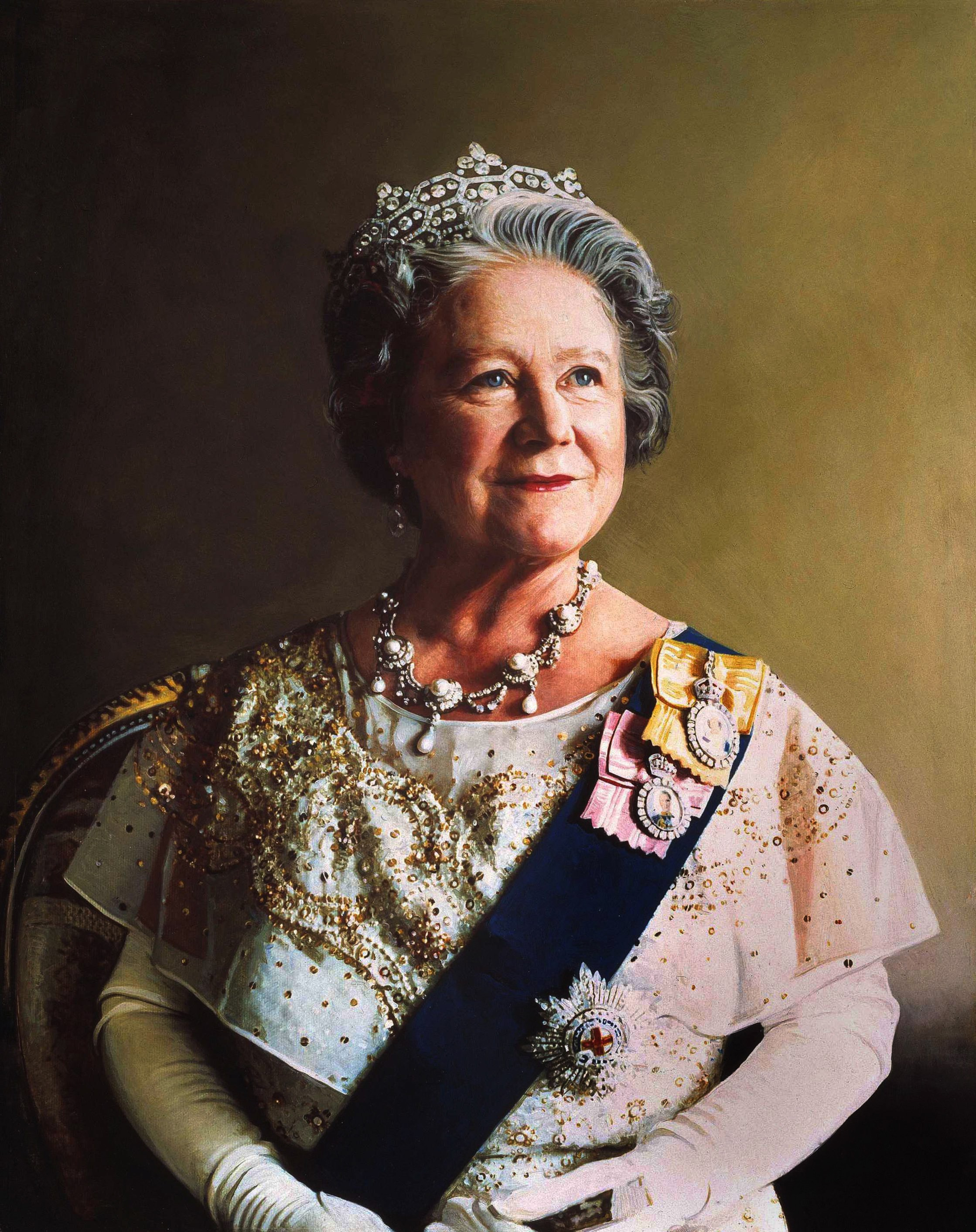
Reina Isabel La Reina Madre con la insignia de la orden

La primera Orden de la Familia Real se emitió durante y después de la regencia del rey Jorge IV del Reino Unido. Antes de 1820, comenzó la práctica de presentar la insignia de la orden a damas y caballeros de la corte, en particular a las mujeres miembros de la familia real. Un marco ornamentado de bellotas y hojas de roble de diamante rodeaba su retrato, suspendido de un lazo de seda blanca que variaba para hombres y mujeres. Cuando era niña, la princesa Alexandrina de Kent (más tarde la reina Victoria) recibió esta insignia de manos de su tío.

### Órdenes de la familia real
- Orden de la Familia Real de Jorge IV (1821)
- Real Orden de Victoria y Alberto (1862)
- Orden de la Familia Real de Eduardo VII (1901)
- Orden de la Familia Real de Jorge V (1911)
- Orden de la Familia Real de Jorge VI (1937)
- Orden de la Familia Real de Isabel II (1952)
- Orden de la Familia Real de Carlos III (2024)